# Daegu
Daegu (Hàn ngữ: 대구 광역시; Hán-Việt: Đại Khâu, phiên âm Latinh cũ là Taegu và ngày nay là Daegu), là thành phố trực thuộc trung ương lớn thứ tư của Hàn Quốc (sau thủ đô Seoul, Busan và Incheon). Daegu còn được xem là thủ phủ của tỉnh Gyeongsangbuk-do mặc dù xét về mặt hành chính, thành phố này không còn nằm trong địa phận tỉnh.
Daegu nằm ở phía đông nam Hàn Quốc, cách bờ biển khoảng 80 km (50 dặm), gần sông Geumho và nhánh chủ đạo của sông này cùng với sông Nakdong thuộc Gyeongsang. Các lưu vực xung quanh Daegu, nơi thành phố tọa lạc, là đồng bằng trung tâm của khu vực Yeongnam. Trong thời kỳ cổ đại, từng tồn tại một quốc gia nguyên thủy có tên là Thìn Hàn, nơi mà khu vực Daegu hiện tại thuộc về. Sau đó, Daegu là một phần của vương quốc Tân La thống nhất trên bán đảo Triều Tiên. Trong thời kỳ của nhà Triều Tiên, thành phố là thủ phủ của tỉnh Gyeongsang - một trong tám tỉnh truyền thống của đất nước.
Daegu là một trong những thành phố mắt xích quan trọng trong nền kinh tế Hàn Quốc những năm 1960-1980 và đặc biệt nổi tiếng với ngành công nghiệp điện tử. Ngoài ra, khí hậu cận nhiệt đới ẩm ướt của Daegu là nơi lý tưởng để sản xuất táo chất lượng cao, do đó, Daegu có biệt danh là Thành phố Apple. Daegu còn được gọi là Thành phố Dệt may với thế mạnh là ngành dệt may đã từng là một trong những ngành công nghiệp trụ cột của thành phố. Hiện nay, cùng với việc thành lập Khu kinh tế tự do Daegu-Gyeongbuk, Daegu hiện đang tập trung vào việc bồi dưỡng cũng như nâng cao các ngành công nghiệp thời trang và công nghiệp công nghệ cao.
Daegu là thành phố chủ nhà của Đại hội Năng lượng Thế giới lần thứ 22 vào năm 2013, Giải vô địch Thế giới năm 2011 về Điền kinh và Thế vận hội sinh viên các trường Đại học Thế giới Mùa hè (Summer Universiade) năm 2003. Đây cũng là nơi tổ chức bốn trận đấu tại Giải bóng đá vô địch thế giới 2002. Daegu cũng là nơi đăng cai tổ chức Giải vô địch các môn thể thao trong nhà (World Masters Indoor Championships) vào ngày 19-25 tháng 3 năm 2017.

## Lịch sử

### Thời tiền sử và sơ khai
Các cuộc điều tra khảo cổ học ở khu vực vùng đô thị Daegu đã tiết lộ một số lượng lớn các khu định cư và chôn cất của thời kỳ đố gốm Mumun giai đoạn tiền sử (khoảng 1500-300 trước Công nguyên). Trên thực tế, một số bằng chứng sớm nhất về việc định cư của Mumun ở Gyeongsangdo đã được khai quật từ Siji-dong và Seobyeon-dong. Dongcheon-dong là một trong những làng nông nghiệp Mumun đáng kể đã được khai quật. Địa điểm Dongcheon-dong có từ thời Trung Mumun (khoảng 850 Công ty 550 trước Công nguyên) và chứa hài cốt của nhiều ngôi nhà hầm mỏ và các lĩnh vực nông nghiệp thời tiền sử. Chôn cất đá Megalithic (mộ đá) cũng đã được tìm thấy với số lượng lớn ở Daegu.
Các văn bản lịch sử cổ đại chỉ ra rằng trong thời đại Tiền Tam Quốc (Mã Hàn, Thìn Hàn và Biện Hàn), Daegu là địa điểm của một thủ phủ hoặc chính quyền thành phố được biết đến từ thời đó, có tên là Dalgubeol. Nó được hấp thụ vào vương quốc Tân La không muộn hơn thế kỷ thứ năm. Các dấu tích của bức tường có thể được nhìn thấy, và các di tích đã được khai quật trong Công viên Dalseong hiện tại.

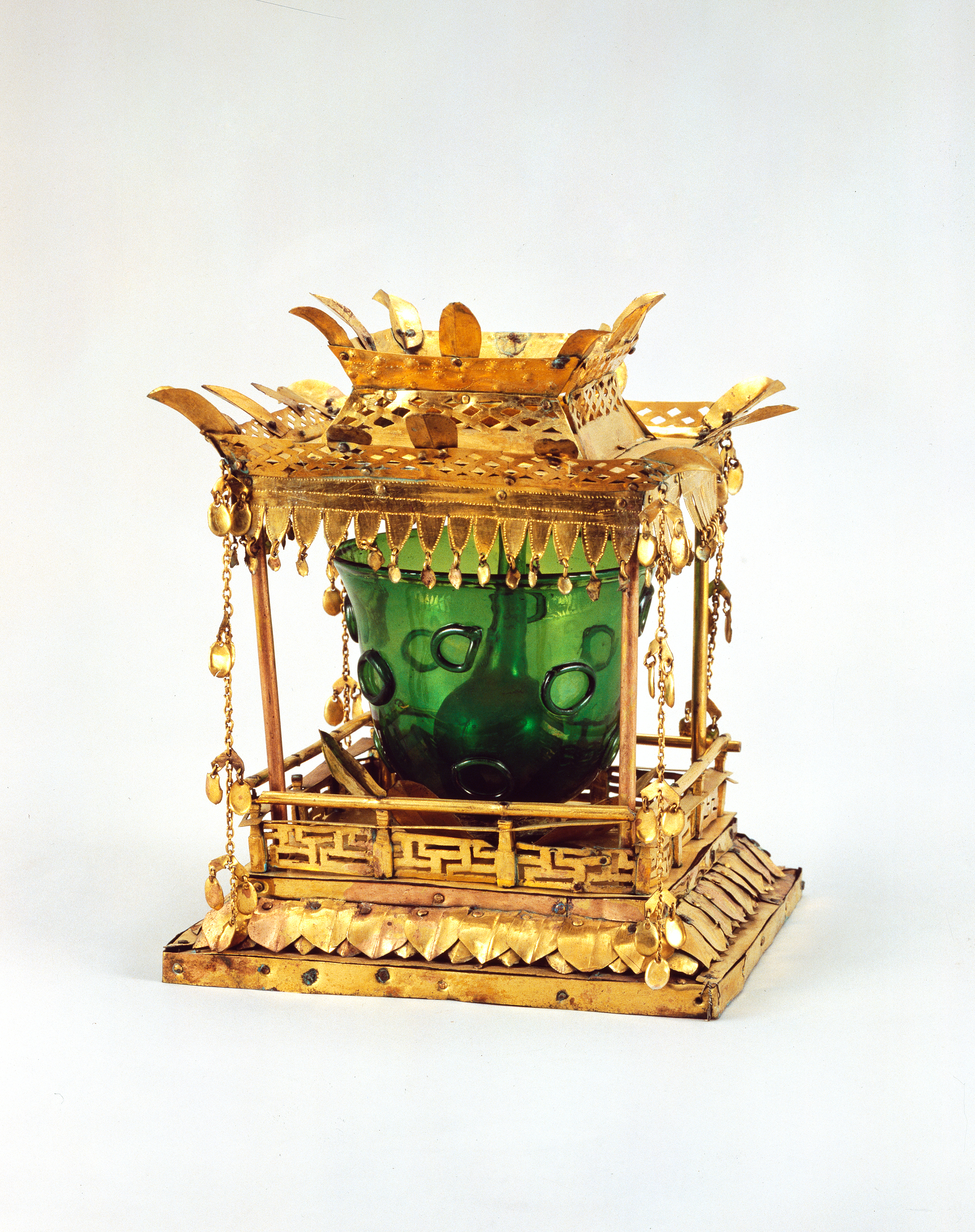
Thánh tích từ thời Tân La thế kỷ thứ VIII, Bảo tàng Quốc gia Daegu

### Tân La
Tân La đã thành công trong việc thống nhất bán đảo Triều Tiên vào cuối thế kỷ thứ 7, một phần nhờ sự hỗ trợ từ quân đội nhà Đường của Trung Quốc. Ngay sau đó, vào năm 689, Vua Sinmun của Tân La xem xét di chuyển kinh đô từ Gyeongju đến Daegu nhưng đã không thực hiện. Sáng kiến này chỉ được biết đến thông qua một dòng duy nhất trong Tam quốc sử ký, một ghi chép lịch sử có giá trị nhất về Triều Tiên thời cổ của nhà sử học triều đại Cao Ly Kim Bu-sik, nhưng nó được cho là cho thấy cả một nỗ lực của vua Tân La để củng cố chính quyền hoàng gia và cố thủ kháng chiến của giới tinh hoa chính trị Gyeongju, đó có thể là nguyên nhân dẫn đến thất bại. Thành phố đã được đặt tên như hiện tại của nó vào năm 757.
Vào cuối những năm 1990, các nhà khảo cổ học đã khai quật một phế tích Tân La quy mô lớn ở Dongcheon-dong, Buk-gu. Địa điểm tại Locality 2 bao gồm phần còn lại của 39 tòa nhà cao tầng được bao quanh bởi một hệ thống mương thoát nước. Các máy đào đưa ra giả thuyết rằng địa điểm được củng cố là một trại lính hoặc doanh trại. Các nhà khảo cổ cũng phát hiện ra một ngôi làng thời Tân La rộng lớn có niên đại từ thế kỷ thứ sáu đến thứ bảy sau Công nguyên tại Siji-dong.

### Thời Tam Quốc và Cao Ly
Trong giai đoạn Tam Quốc (Triều Tiên) sau này, 892-936, Daegu ban đầu là kinh đô của Hậu Bách Tế. Năm 927, miền bắc Daegu là nơi diễn ra trận chiến núi Gong giữa các lực lượng của Cao Ly dưới thời Wang Geon và những người của Hậu Bách Tế dưới thời Gyeon Hwon. Trong trận chiến này, các lực lượng của Cao Ly bị đánh tan tác và bản thân Wang Geon chỉ được cứu bởi dũng tướng Shin Sung-gyeom. Tuy nhiên, có vẻ như sự tàn bạo của lực lượng Hậu Bách Tế vào thời điểm này đã thay đổi những người ủng hộ địa phương ủng hộ Wang Geon, người sau này trở thành vua của Cao Ly.
Vô số tên địa danh và truyền thuyết địa phương trong khu vực vẫn còn làm chứng cho trận chiến lịch sử năm 927. Trong số này có "Ansim", có nghĩa đen là "sự an tâm", được cho là nơi đầu tiên mà Wang Geon dám dừng lại sau khi thoát khỏi trận chiến, và "Banwol", hay nửa mặt trăng, nơi ông được cho là đã dừng lại và ngưỡng mộ mặt trăng trước khi trở về Cao Ly. Một bức tượng kỷ niệm trận chiến hiện đang tọa lạc ở phía bắc Daegu, cũng như một đài tưởng niệm Sin Sunggyeom.
Trong thời kỳ Goryeo, ấn bản đầu tiên của Bát vạn đại tạng kinh được cất giữ tại Daegu, tại đền Buinsa. Tuy nhiên, ấn bản này đã bị phá hủy khi ngôi đền bị cướp phá vào năm 1254, trong chiến tranh Mông Cổ - Cao Ly.

### Thời Triều Tiên (Joseon)
Daegu phục vụ như một trung tâm giao thông quan trọng trong triều đại Triều Tiên. Thành phố đứng ở giữa đường Great Yeongnam chạy giữa Seoul và Busan. Nó nằm ở ngã ba của con đường này và những con đường đến Gyeongju và Jinju.
Năm 1601, Daegu trở thành thủ đô hành chính của Gyeongsang, hiện là Daegu, Busan, Ulsan, Gyeongsangbuk, và Gyeongsangnam. Vào khoảng thời gian đó, thành phố bắt đầu phát triển thành một thành phố lớn. Tình trạng này tiếp tục trong gần ba trăm năm. Và thành phố này đã được chuyển đổi thành thủ đô của Gyeongsangbuk kể từ khi Gyeongsang được chia thành hai tỉnh, Gyeongsangbuk-do (phía bắc Gyeongsang-tỉnh) và Gyeongsangnam-do (miền nam) vào năm 1896.
Các thị trường thường xuyên đầu tiên của Daegu được thành lập vào cuối thời nhà Triều Tiên. Nổi tiếng nhất trong số này là thị trường thuốc thảo dược Yangnyeongsi. Điều này đã trở thành một trung tâm buôn bán thảo dược ở Joseon, và thậm chí thu hút người mua từ các nước láng giềng. Thương nhân từ Nhật Bản, những người không được phép rời khỏi thung lũng sông Nakdong, đã thuê các sứ giả đến thăm thị trường thay mặt họ. Chợ Seomun nằm ở cổng phía tây của thành phố vào thời điểm đó, là một trong ba thị trường hàng đầu trong thời nhà Triều Tiên.

### Thời đế quốc Đại Hàn và thuộc địa Nhật Bản

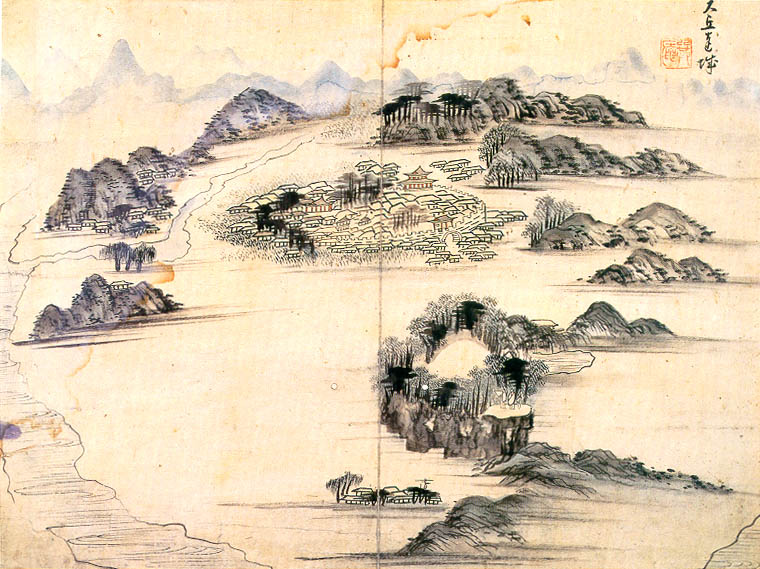
Daegu vào thế kỉ XVIII

Vương quốc Triều Tiên bế quan tỏa cảng cuối cùng đã mở cửa ra thế giới bên ngoài vào cuối thế kỷ 19. Năm 1895, Daegu trở thành địa điểm của một trong những bưu điện hiện đại đầu tiên của đất nước, như một phần của cải cách 'Gab-o' được giới thiệu sau hậu quả của cuộc chiến tranh Thanh-Nhật.
Bắt đầu từ cuối những năm 1890, ngày càng nhiều thương nhân và công nhân nước ngoài bắt đầu đến thăm Daegu, nơi nổi lên như một trung tâm giao thông hiện đại của tuyến đường sắt chính đường Gyeongbu mới được xây dựng nối Seoul và Busan.
Năm 1905, bức tường pháo đài cũ đã bị phá hủy. Bức tường vẫn chỉ tồn tại trong các tên đường phố như đường phố Dongseongno và Bukseongno, "đường pháo đài phía đông" và "đường pháo đài phía bắc", nơi hiện đang chạy ở nơi bức tường từng đứng.
Các phong trào độc lập chống lại sự xâm lược của đế quốc là nổi bật ở Daegu. Những điều này bắt đầu sớm nhất là vào năm 1898, khi một chi nhánh của Câu lạc bộ Độc lập được mở tại thị trấn. Khi sự sụp đổ của Đế quốc Đại Hàn đến gần vào năm 1907, các công dân địa phương do Seo Sang-don lãnh đạo đã tổ chức Phong trào trả nợ quốc gia. Phong trào lan rộng trên toàn quốc, mặc dù không trả được nợ quốc gia thông qua quyên góp cá nhân. Những cuộc đấu tranh vì tự do tiếp tục sau khi Nhật Bản chiếm đóng bán đảo Triều Tiên năm 1910, đáng chú ý là trong phong trào ngày 1 tháng 3 năm 1919. Vào thời điểm đó, bốn cuộc biểu tình lớn đã diễn ra tại Daegu, liên quan đến khoảng 23.000 công dân yêu chuộng hòa bình.

### Thời hiện đại
Vào năm 1946, sự cố tháng 10 ở Daegu đã diễn ra, một trong những rối loạn xã hội nghiêm trọng nhất kể từ khi chính quyền ở Hàn Quốc được thành lập. Một hoạt động của cảnh sát quốc gia Hàn Quốc nhằm kiểm soát những kẻ bạo loạn vào ngày 1 tháng 10 đã dẫn đến cái chết của ba người biểu tình và làm bị thương nhiều người khác, gây ra một cuộc phản công lớn, giết chết tới 38 cảnh sát. Nó cũng là nơi diễn ra các cuộc biểu tình lớn vào ngày 28 tháng 2 năm 1960, trước cuộc bầu cử tổng thống năm đó.
Daegu và tất cả các tỉnh Bắc Gyeongsang đã có các hoạt động du kích nặng nề vào cuối những năm 1940, khi hàng ngàn người tị nạn tránh xa cuộc chiến ở tỉnh Jeolla và tìm nơi trú ẩn ở Daegu. Vào tháng 11 năm 1948, một đơn vị ở Daegu đã tham gia cuộc binh biến bắt đầu ở Yeosu vào tháng trước.
Trong Chiến tranh Triều Tiên, nhiệu cuộc giao tranh ác liệt xảy ra gần thành phố dọc theo sông Nakdong. Tuy nhiên, do Daegu nằm bên trong Vành đai Pusan nên thành phố vẫn ở trong tay của chính quyền Hàn Quốc trong suốt 3 năm của cuộc chiến. Như trong nhiều khía cạnh khác trong Chiến tranh Triều Tiên, các vụ giết người chính trị của những người bất đồng chính trị đã được phổ biến rộng rãi. Trận Taegu năm 1950 là một trận giao chiến lớn đã diễn ra xung quanh thành phố để quân Hàn Quốc ngăn chặn quân từ Bắc Triều Tiên vượt qua sông Nakdong.
Trong nửa sau của thế kỷ XX, thành phố trải qua sự tăng trưởng bùng nổ, và dân số đã tăng hơn mười lần kể từ khi kết thúc chiến tranh Triều Tiên. Thành phố được ủng hộ về mặt chính trị trong thời gian 18 năm cai trị của tổng thống Park Chung-hee, khi thành phố và khu vực xung quanh phục vụ như là cơ sở chính trị của ông. Daegu vô địch các ý tưởng chính trị bảo thủ và phong trào ngày hôm nay và là một cơ sở chính trị cho Đảng Saenuri.
Vào những năm 1980, Daegu tách khỏi Gyeongsangbuk-do và trở thành thành phố trực thuộc cấp tỉnh được quản lý trực tiếp (Jikhalsi), và được đổi tên thành Metropolitan City (Gwangyeoksi) vào năm 1995. Hôm nay, Daegu là khu vực đô thị lớn thứ 3 ở Hàn Quốc, cũng như cả dân số và thương mại.

## Chính trị

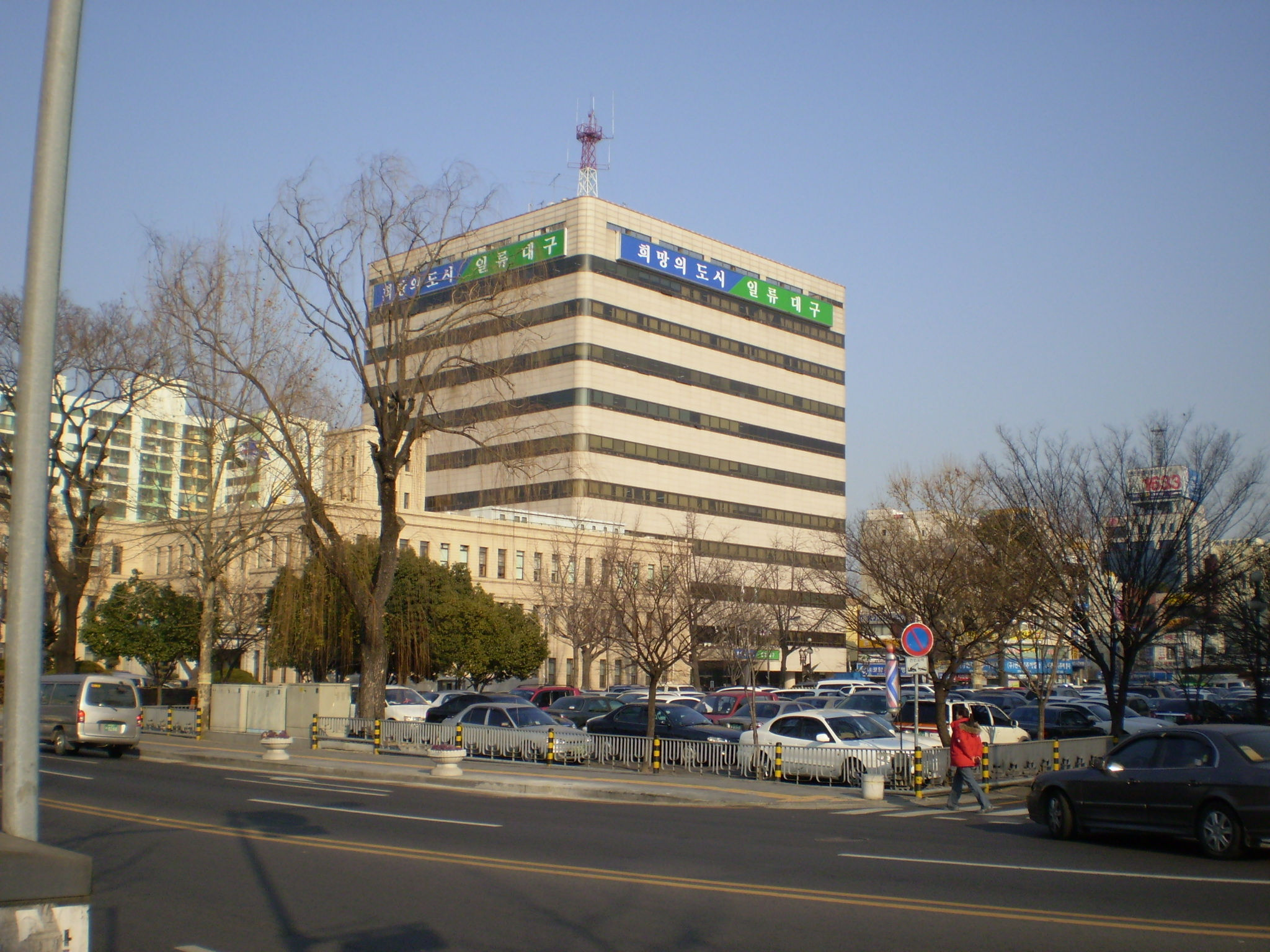
Toa thị chính Daegu

Hai chính quyền địa phương đang ở trong thành phố, Chính quyền thành phố Daegu ở quận Jung và chính quyền tỉnh Gyeongbuk ở quận Buk. Chính quyền tỉnh sẽ được chuyển đến Andong trong tỉnh thích hợp của nó, Gyeongbuk. Thị trưởng và người đứng đầu tám quận của thành phố được bầu chọn trực tiếp bởi công dân cứ sau bốn năm. Hội đồng thành phố có 29 thành viên, trong đó có 26 thành viên từ cùng một số khu vực bầu cử và ba đại diện theo tỷ lệ. Họ cũng được bầu trực tiếp bốn năm một lần. Hầu hết trong số họ là thành viên của Đảng Tự do Hàn Quốc, đảng chính trị bảo thủ chính ở Hàn Quốc. Daegu là một thành trì của đảng và đã sản sinh ra hai Tổng thống của Hàn Quốc cho đến nay: Roh Tae-woo và Park Geun-hye. Là thủ đô của phe bảo thủ Hàn Quốc, thành phố đã có ảnh hưởng chính trị mạnh mẽ trong các cuộc bầu cử.

## Hành chính
Thành phố Daegu có 7 khu (구 gu) và 1 quận (군 gun).
| Tên          | Hangeul | Hán tự |
| ------------ | ------- | ------ |
| Buk-gu       | 북구    | 北區   |
| Dalseo-gu    | 달서구  | 達西區 |
| Dong-gu      | 동구    | 東區   |
| Jung-gu      | 중구    | 中區   |
| Nam-gu       | 남구    | 南區   |
| Seo-gu       | 서구    | 西區   |
| Suseong-gu   | 수성구  | 壽城區 |
| Dalseong-gun | 달성군  | 達城郡 |

## Địa lí

Quang cảnh thành phố Daegu, với các quận Jisan-dong và Beommul-dong

### Địa hình
Daegu nằm trong một lưu vực được bao quanh bởi những ngọn núi thấp. Palgongsan ở phía bắc, Biseulsan ở phía nam, Waryongsan ở phía tây, và một dãy đồi nhỏ ở phía đông. Sông Geumho chảy dọc theo rìa phía bắc và phía đông của thành phố, đổ ra sông Nakdong ở phía tây thành phố.

### Khí hậu
Daegu có một phiên bản mát mẻ hơn của kiểu khí hậu cận nhiệt đới ẩm (Köppen phân loại khí hậu Cwa). Các ngọn núi bao quanh tạo nên lưu vực Daegu, do đó vào mùa hè thành phố mang không khí nóng và ẩm. Tương tự, vào mùa đông, không khí lạnh nằm trong lưu vực. Khu vực này nhận được ít mưa, nhưng lại mưa nhiều vào mùa hè, và nắng nhiều trong suốt cả năm. Dữ liệu thu thập từ năm 1961 cho thấy nhiệt độ trung bình tháng 1, tháng lạnh nhất ở Daegu, là 0,6 °C (33 °F) và tháng 8, tháng ấm nhất, là 26,4 °C (80 °F). Nhiệt độ kỷ lục thấp nhất của thành phố là -20,2 °C (−4 °F), và nhiệt độ kỷ lục cao nhất của thành phố là 40,0 °C (104 °F).
| Dữ liệu khí hậu của Daegu (1981–2010, extremes 1907–nay)                     | Dữ liệu khí hậu của Daegu (1981–2010, extremes 1907–nay) | Dữ liệu khí hậu của Daegu (1981–2010, extremes 1907–nay) | Dữ liệu khí hậu của Daegu (1981–2010, extremes 1907–nay) | Dữ liệu khí hậu của Daegu (1981–2010, extremes 1907–nay) | Dữ liệu khí hậu của Daegu (1981–2010, extremes 1907–nay) | Dữ liệu khí hậu của Daegu (1981–2010, extremes 1907–nay) | Dữ liệu khí hậu của Daegu (1981–2010, extremes 1907–nay) | Dữ liệu khí hậu của Daegu (1981–2010, extremes 1907–nay) | Dữ liệu khí hậu của Daegu (1981–2010, extremes 1907–nay) | Dữ liệu khí hậu của Daegu (1981–2010, extremes 1907–nay) | Dữ liệu khí hậu của Daegu (1981–2010, extremes 1907–nay) | Dữ liệu khí hậu của Daegu (1981–2010, extremes 1907–nay) | Dữ liệu khí hậu của Daegu (1981–2010, extremes 1907–nay) |
| Tháng                                                                        | 1                                                        | 2                                                        | 3                                                        | 4                                                        | 5                                                        | 6                                                        | 7                                                        | 8                                                        | 9                                                        | 10                                                       | 11                                                       | 12                                                       | Năm                                                      |
| ---------------------------------------------------------------------------- | -------------------------------------------------------- | -------------------------------------------------------- | -------------------------------------------------------- | -------------------------------------------------------- | -------------------------------------------------------- | -------------------------------------------------------- | -------------------------------------------------------- | -------------------------------------------------------- | -------------------------------------------------------- | -------------------------------------------------------- | -------------------------------------------------------- | -------------------------------------------------------- | -------------------------------------------------------- |
| Cao kỉ lục °C (°F)                                                           | 16.5 (61.7)                                              | 22.2 (72.0)                                              | 26.9 (80.4)                                              | 31.5 (88.7)                                              | 37.4 (99.3)                                              | 38.0 (100.4)                                             | 39.7 (103.5)                                             | 40.0 (104.0)                                             | 37.5 (99.5)                                              | 30.7 (87.3)                                              | 26.6 (79.9)                                              | 20.8 (69.4)                                              | 40.0 (104.0)                                             |
| Trung bình ngày tối đa °C (°F)                                               | 5.5 (41.9)                                               | 8.3 (46.9)                                               | 13.5 (56.3)                                              | 20.6 (69.1)                                              | 25.3 (77.5)                                              | 28.3 (82.9)                                              | 30.3 (86.5)                                              | 31.0 (87.8)                                              | 26.7 (80.1)                                              | 21.9 (71.4)                                              | 14.7 (58.5)                                              | 8.2 (46.8)                                               | 19.5 (67.1)                                              |
| Trung bình ngày °C (°F)                                                      | 0.6 (33.1)                                               | 2.9 (37.2)                                               | 7.8 (46.0)                                               | 14.3 (57.7)                                              | 19.1 (66.4)                                              | 22.8 (73.0)                                              | 25.8 (78.4)                                              | 26.4 (79.5)                                              | 21.7 (71.1)                                              | 15.9 (60.6)                                              | 9.0 (48.2)                                               | 2.9 (37.2)                                               | 14.1 (57.4)                                              |
| Tối thiểu trung bình ngày °C (°F)                                            | −3.6 (25.5)                                              | −1.6 (29.1)                                              | 2.8 (37.0)                                               | 8.4 (47.1)                                               | 13.5 (56.3)                                              | 18.2 (64.8)                                              | 22.3 (72.1)                                              | 22.8 (73.0)                                              | 17.6 (63.7)                                              | 10.8 (51.4)                                              | 4.2 (39.6)                                               | −1.5 (29.3)                                              | 9.5 (49.1)                                               |
| Thấp kỉ lục °C (°F)                                                          | −20.2 (−4.4)                                             | −16.4 (2.5)                                              | −10.9 (12.4)                                             | −6.0 (21.2)                                              | 1.8 (35.2)                                               | 7.8 (46.0)                                               | 11.3 (52.3)                                              | 12.3 (54.1)                                              | 6.2 (43.2)                                               | −2.0 (28.4)                                              | −8.6 (16.5)                                              | −15.2 (4.6)                                              | −20.2 (−4.4)                                             |
| Lượng Giáng thủy trung bình mm (inches)                                      | 20.6 (0.81)                                              | 28.2 (1.11)                                              | 47.1 (1.85)                                              | 62.9 (2.48)                                              | 80.0 (3.15)                                              | 142.6 (5.61)                                             | 224.0 (8.82)                                             | 235.9 (9.29)                                             | 143.5 (5.65)                                             | 33.8 (1.33)                                              | 30.5 (1.20)                                              | 15.3 (0.60)                                              | 1.064,4 (41.91)                                          |
| Số ngày giáng thủy trung bình (≥ 0.1 mm)                                     | 4.5                                                      | 5.2                                                      | 7.3                                                      | 7.8                                                      | 8.6                                                      | 9.5                                                      | 14.4                                                     | 12.8                                                     | 9.6                                                      | 5.1                                                      | 5.0                                                      | 4.3                                                      | 94.1                                                     |
| Số ngày tuyết rơi trung bình                                                 | 4.1                                                      | 2.6                                                      | 1.7                                                      | 0.0                                                      | 0.0                                                      | 0.0                                                      | 0.0                                                      | 0.0                                                      | 0.0                                                      | 0.0                                                      | 0.6                                                      | 2.8                                                      | 11.8                                                     |
| Độ ẩm tương đối trung bình (%)                                               | 54.4                                                     | 53.6                                                     | 54.1                                                     | 53.2                                                     | 58.7                                                     | 65.5                                                     | 73.8                                                     | 72.9                                                     | 71.3                                                     | 64.5                                                     | 60.3                                                     | 56.8                                                     | 61.6                                                     |
| Số giờ nắng trung bình tháng                                                 | 193.5                                                    | 185.2                                                    | 202.9                                                    | 220.4                                                    | 229.7                                                    | 183.8                                                    | 151.3                                                    | 165.3                                                    | 161.1                                                    | 203.2                                                    | 180.0                                                    | 189.7                                                    | 2.266                                                    |
| Phần trăm nắng có thể                                                        | 62.2                                                     | 60.3                                                     | 54.7                                                     | 56.1                                                     | 52.7                                                     | 42.1                                                     | 34.1                                                     | 39.5                                                     | 43.2                                                     | 58.1                                                     | 58.3                                                     | 62.7                                                     | 50.9                                                     |
| Nguồn: Korea Meteorological Administration (percent sunshine and snowy days) |                                                          |                                                          |                                                          |                                                          |                                                          |                                                          |                                                          |                                                          |                                                          |                                                          |                                                          |                                                          |                                                          |

## Kinh tế

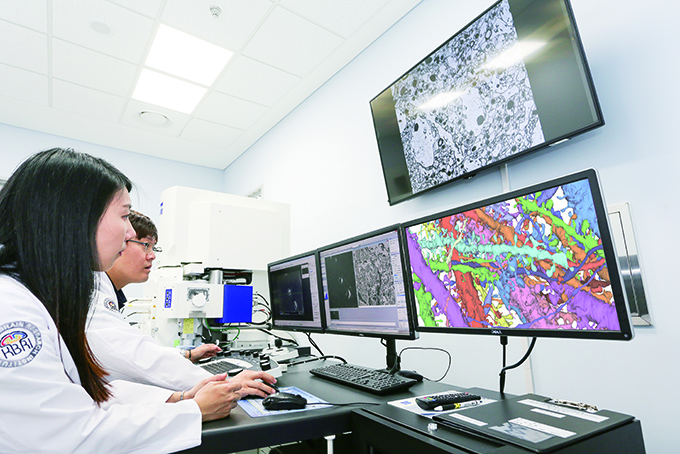
Trung tâm nghiên cứu não Hàn Quốc - Trung tâm thiết bị tiên tiến

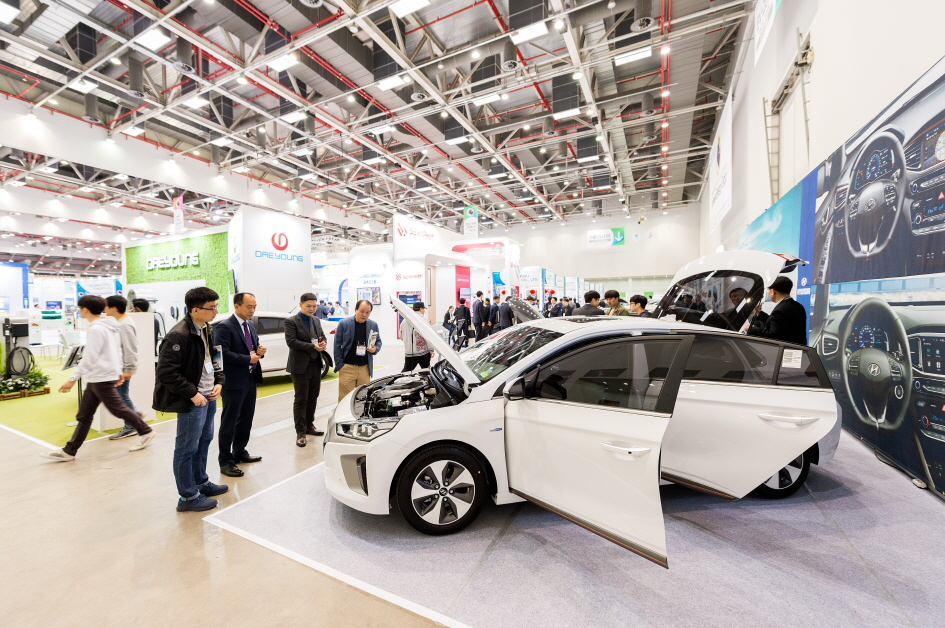
Triển lãm năng lượng xanh 2017

Daegu là một thành phố công nghiệp sản xuất. Các ngành kinh tế chính của Daegu là công nghiệp dệt may, luyện kim và chế tạo máy. Trong năm 2010, Daegu có GDP khu vực là 45.387 triệu USD với tốc độ tăng trưởng GDP thực tế là 7,2%. GDP bình quân đầu người mặc dù thấp hơn mức trung bình quốc gia của Hàn Quốc. Nhiều công ty như Ngân hàng Daegu, Hàn Quốc Delphi, Hwasung corp., Và TaeguTec được đặt tại thành phố này, và Samsung và Kolon được thành lập tại đây. Nhiều nhà máy được đặt tại các khu công nghiệp nằm ở phía tây và phía bắc của thành phố bao gồm Khu công nghiệp Seongseo, Khu công nghiệp Tây Daegu và Khu công nghiệp Nhuộm.
Thành phố này là trung tâm kinh tế và công nghiệp của khu vực Daegu-Gyeongbuk, một trong những khu vực công nghiệp lớn ở Hàn Quốc. Nó chiếm tới 94% thặng dư thương mại của Hàn Quốc trong năm 2006. Các ngành công nghiệp điện tử ở Gumi và các ngành công nghiệp thép ở Pohang đã cung cấp các dịch vụ tuyệt vời cho thặng dư đó. Các cơ sở sản xuất hàng đầu thế giới cho Samsung Anycall (Samsung Mobile) và các nhà máy chính của POSCO được đặt gần thành phố. Daegu và các thành phố lân cận đã được chính phủ trung ương chỉ định cho Khu kinh tế tự do Daegu-Gyeongbuk vào năm 2008. Đây là công ty chuyên biệt như công ty phần mềm Winitech trong các ngành sản xuất và dịch vụ dựa trên tri thức.
Trong lịch sử, Daegu là trung tâm thương mại của phần phía nam của Bán đảo Triều Tiên với Seoul ở trung tâm và Bình Nhưỡng ở phía bắc (hiện thuộc Bắc Triều Tiên), vì vị trí thuận lợi của nó. Một số chợ lớn, truyền thống như chợ Seomun vẫn đang nở rộ trong thành phố. Ngoài ra, Daegu được coi là thành phố kinh tế lớn thứ ba tại Hàn Quốc, sau Seoul và Busan. Tuy nhiên, do sự suy giảm của ngành dệt may, vốn là trung tâm của nền kinh tế của Daegu, tăng trưởng kinh tế chung của thành phố cũng đã giảm.
Ngoài ra, thành phố này là khu vực ấm nhất ở Hàn Quốc do khí hậu cận nhiệt đới ẩm. Điều kiện khí hậu này cung cấp cho khu vực nguồn táo chất lượng cao và dưa phương Đông. Ngành công nghiệp trái cây là một hỗ trợ quan trọng cho nền kinh tế địa phương. Do nền kinh tế trì trệ, dân số Daegu đã bắt đầu giảm sau năm 2003. Gần đây, chính quyền địa phương đã bắt đầu tập trung vào việc phục hồi kinh tế và tập trung vào việc cải thiện ngành công nghiệp thời trang thành phố.

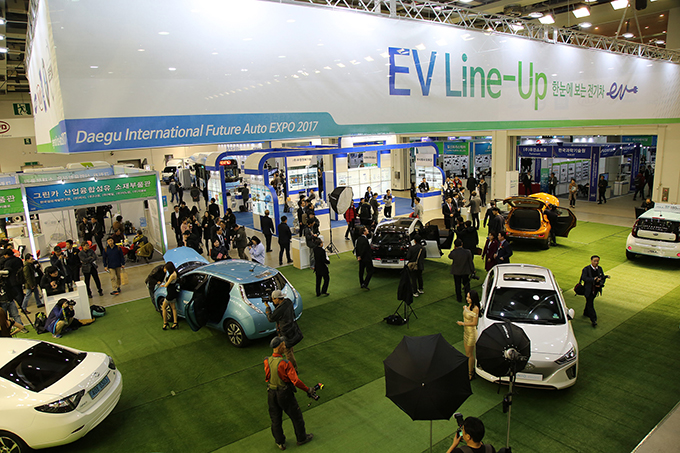
Triển lãm ô tô tương lai quốc tế Daegu 2017

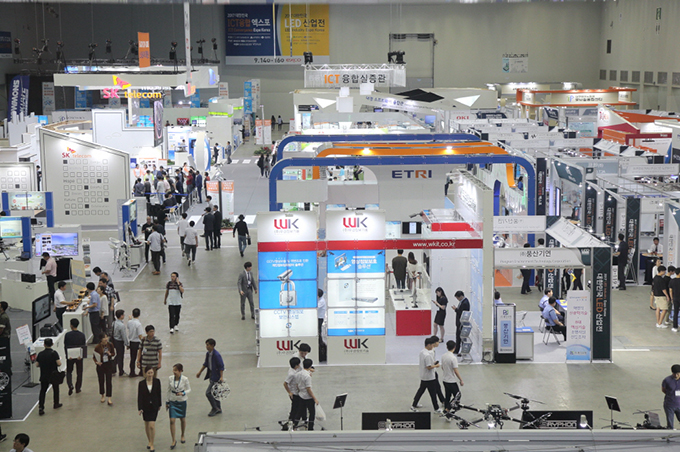
Triển lãm hội tụ CNTT Hàn Quốc

### Ngành thời trang
Bắt đầu từ cuối những năm 1990, Daegu đã tích cực nỗ lực để thúc đẩy ngành công nghiệp thời trang của mình dựa trên các ngành công nghiệp sản xuất hàng dệt may thuộc "Thành phố thời trang". Thành phố mở ra nhiều triển lãm liên quan đến ngành công nghiệp thời trang và dệt may, bao gồm Hội chợ Thời trang Daegu và Xem trước tại Daegu hàng năm hoặc nửa năm, và mời các viện quốc gia. Một thị trấn lớn mới chuyên về các ngành công nghiệp dệt may thời trang hiện đang được xây dựng tại Bongmu-dong, phía đông bắc Daegu. Quận, tên chính thức là Esiapolis, nhắm vào trung tâm thời trang của Đông Á. Các tổ hợp dệt may, các tổ chức dệt may thời trang, một trường quốc tế, trung tâm thời trang cũng như các khu dân cư có kế hoạch được phát triển trong huyện.

## Giáo dục

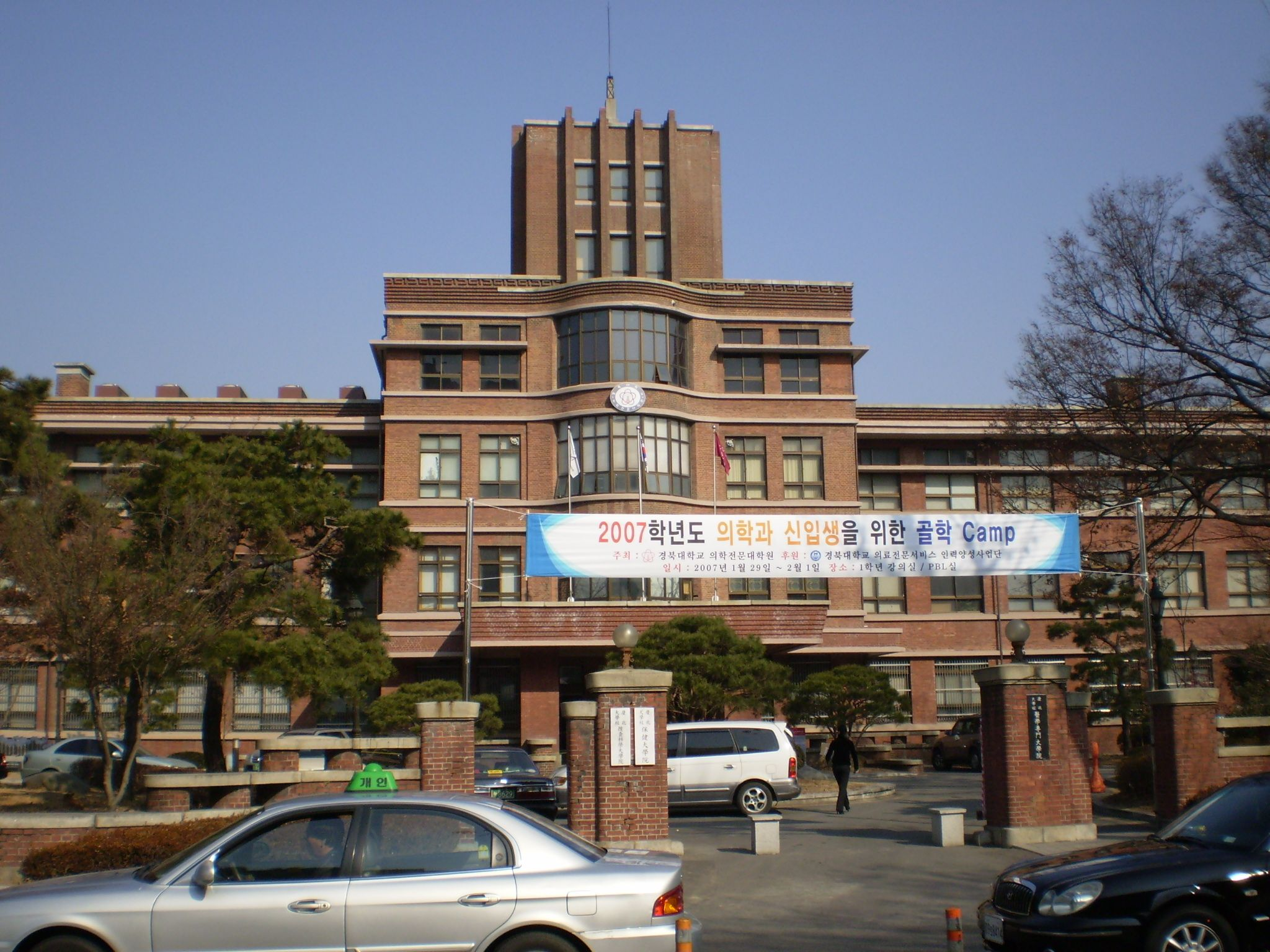
Đại học quốc gia Kyungpook, trường y

Có 5 trường đại học tại Daegu, trong đó có Đại học quốc gia Kyungpook. Ngôi trường được thành lập vào năm 1946 và là một trong số những trường được công nhận và đánh giá cao bậc nhất trong hệ thống giáo dục đại học ở Hàn Quốc, cùng với Đại học quốc gia Seoul và Đại học quốc gia Pusan. Ngoài ra, Đại học Yeungnam, nằm ở Gyeongsan cận kề, là một trong các đại học tư thục danh tiếng nhất ở Hàn Quốc nằm ngoài thành phố Seoul, cùng với Đại học Keimyung ở Daegu và Đại học Dong-A ở Busan. Viện bảo tàng của Đại học Yeungnam là bảo tàng lớn nhất trực thuộc các trường đại học tại Hàn Quốc.

### Cơ sở y tế
Một số bệnh viện đại học lớn làm cho thành phố trở thành trung tâm y tế của miền đông nam Hàn Quốc. Bệnh viện Đại học Quốc gia Kyungpook, được thành lập với cái tên Daegu-dongin-uiwon vào năm 1907 bởi người Nhật, là bệnh viện nổi tiếng nhất trong thành phố. Bệnh viện Dongsan (trực thuộc Đại học Keimyung), được thành lập như Jejungwon vào năm 1899, là một trong những phòng khám y khoa kiểu phương Tây lâu đời nhất ở Hàn Quốc. Trung tâm y tế Đại học Yeungnam có số lượng giường lớn nhất trong thành phố. Số tiền điều trị hàng năm của các bệnh viện đại học này là lớn thứ hai ở Hàn Quốc sau Seoul. Trung tâm Y tế Đại học Công giáo Daegu cũng được bao gồm trong đó.

## Tôn giáo
Tôn giáo ở Daegu (2005)
Theo điều tra dân số năm 2015, người dân Daegu 50,5% theo Phật giáo và 17,9% theo Kitô giáo (12% theo đạo Tin lành và 5,8% theo Công giáo). 34,7% dân số chủ yếu không theo tôn giáo hoặc theo các tôn giáo bản địa khác

## Văn hóa
Nói chung, Daegu được biết đến như một thành phố bảo thủ. Đồng thời là thành phố nội địa lớn nhất của đất nước bên cạnh Seoul, nó đã trở thành một trong những khu vực đô thị lớn trong cả nước. Theo truyền thống, Phật giáo đã mạnh mẽ; ngày nay vẫn còn nhiều đền chùa. Nho giáo cũng rất phổ biến ở Daegu, với một học viện lớn có trụ sở tại thành phố. Các ngọn tháp chéo trên đỉnh của các nhà thờ Thiên chúa giáo cũng có thể được nhìn thấy trong thành phố.

### Điểm tham quan

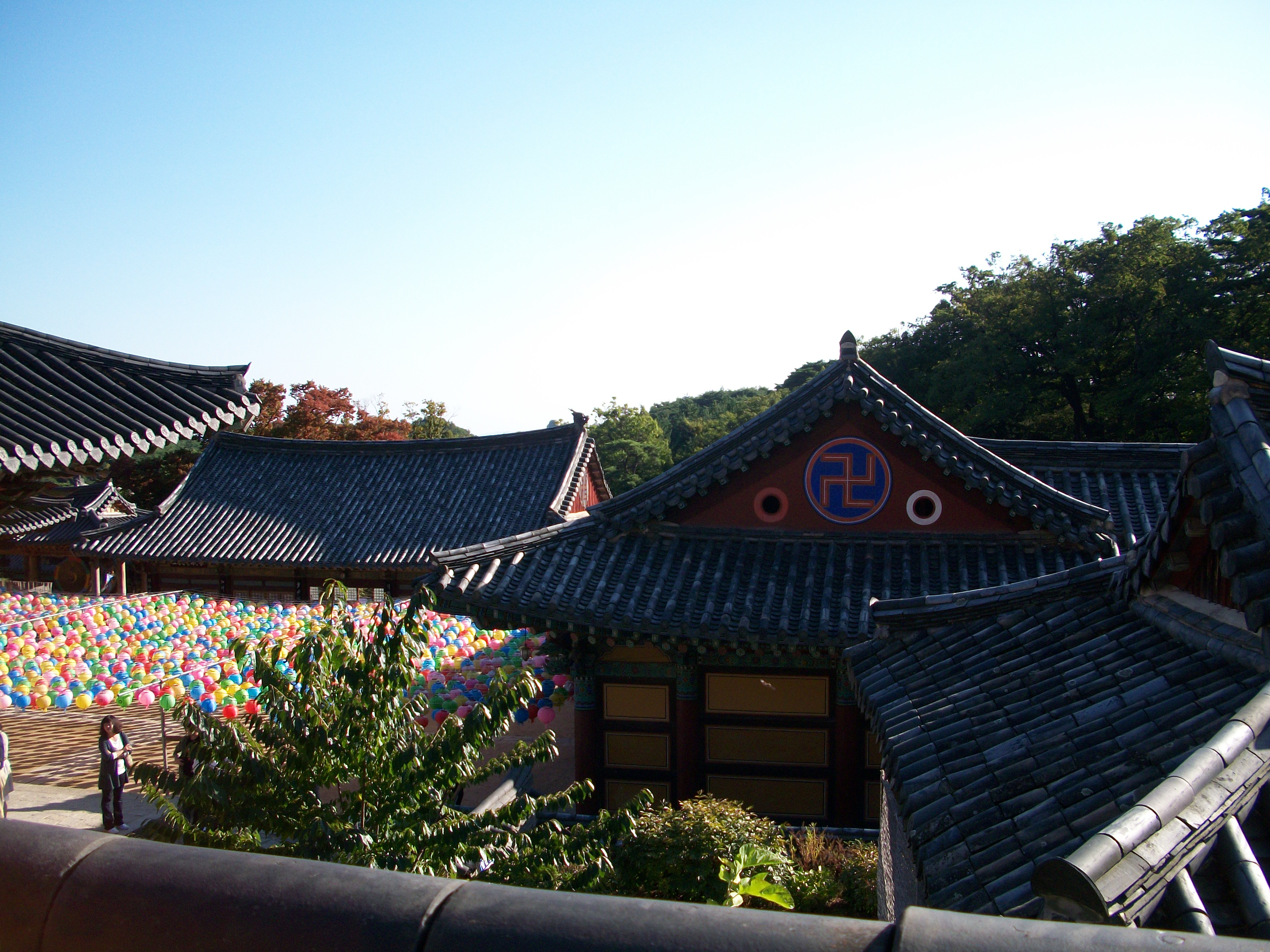
Cảnh Donghwasa

Cảnh tượng nổi tiếng nhất của thành phố là tượng phật bằng đá tên là Gatbawi trên đỉnh Gwanbong, Palgongsan. Nó nổi tiếng với gat (mũ) đá (mũ truyền thống của Hàn Quốc). Mọi người từ khắp nơi trên đất nước đến thăm nơi này, vì họ tin rằng Đức Phật sẽ ban cho một ước muốn duy nhất. Về mặt hành chính, địa điểm này nằm ở thành phố lân cận, Gyeongsan, Gyeongbuk.
Ở ngoại ô thành phố, những ngọn núi giữ nhiều ngôi đền truyền thống như Donghwasa, Pagyesa và Buinsa. Donghwasa là một ngôi chùa Phật giáo được linh mục Geukdal-hwasang xây dựng vào năm 493, và nhiều cổ vật của thời kỳ này được tìm thấy xung quanh ngôi đền. Trung tâm Thiền du lịch quốc tế là trung tâm theo chủ đề Zen duy nhất của Hàn Quốc. Một số giảng đường hoặc hội trường tưởng niệm như Dodong-seowon (도동 서원; 道 東) và Nokdong-seowon (서원; 鹿 洞 書院) cũng nằm ở ngoại ô.
Những ngôi làng cổ đã được bảo tồn, như làng Otgol (khu vực cư trú ban đầu của gia tộc Gyeongju Choi) và làng Inheung (Nampyeong Mun's). Trong khu vực đô thị, các tòa nhà hành chính hoặc giáo dục của triều đại Joseon bao gồm Gyeongsang-gamyeong (감영, 尙 監) và Daegu-hyanggyo (향교, 大邱 鄕 校) cũng vẫn còn. Cửa ngõ chính của thành phố trong thời kỳ đó gọi là Yeongnam-jeilmun (제일, 嶺南 第一 門, có nghĩa là cửa ngõ đầu tiên ở Yeongnam), đã được khôi phục trong Công viên Mangudang. Kiến trúc hiện đại theo phong cách phương Tây như Nhà thờ Gyesan và tòa nhà cũ của Nhà thờ Jeil được bảo tồn trên toàn khu vực đô thị. Nhà thờ Gyesan là tòa nhà thờ gothic lâu đời thứ ba ở Hàn Quốc và là nhà thờ của Tổng giáo phận Công giáo La Mã ở Daegu, một trong ba tổng giáo phận ở Hàn Quốc. Một số tòa nhà, trong Học viện Keisung hiện tại và trường trung học cơ sở / trung học KNU, cũng nổi tiếng.
Yangnyeongsi (약령시, 令) ở Namseongno (thường được gọi là Yakjeon-golmok) là thị trường lâu đời nhất về dược liệu Hàn Quốc tại quốc gia có lịch sử 350 năm. Bongsan-dong có một số phòng trưng bày nghệ thuật và studio đang được phát triển thành trung tâm nghệ thuật của thành phố từ những năm 1990.
Các địa điểm du lịch gần đó bao gồm Haeinsa Đầm, một ngôi chùa Phật giáo lưu giữ Tam Tạng (một phiên bản khắc gỗ của Tam Tạng và một trong những bộ sưu tập kinh điển hoàn chỉnh lâu đời nhất trên thế giới). Haeinsa nằm trong Công viên Quốc gia Gayasan của Hapcheon, Gyeongnam. Thành phố lịch sử của Gyeongju, Gyeongbuk, thủ đô của vương quốc Tân La cổ đại nằm ở phía đông của Daegu.

### Núi và công viên

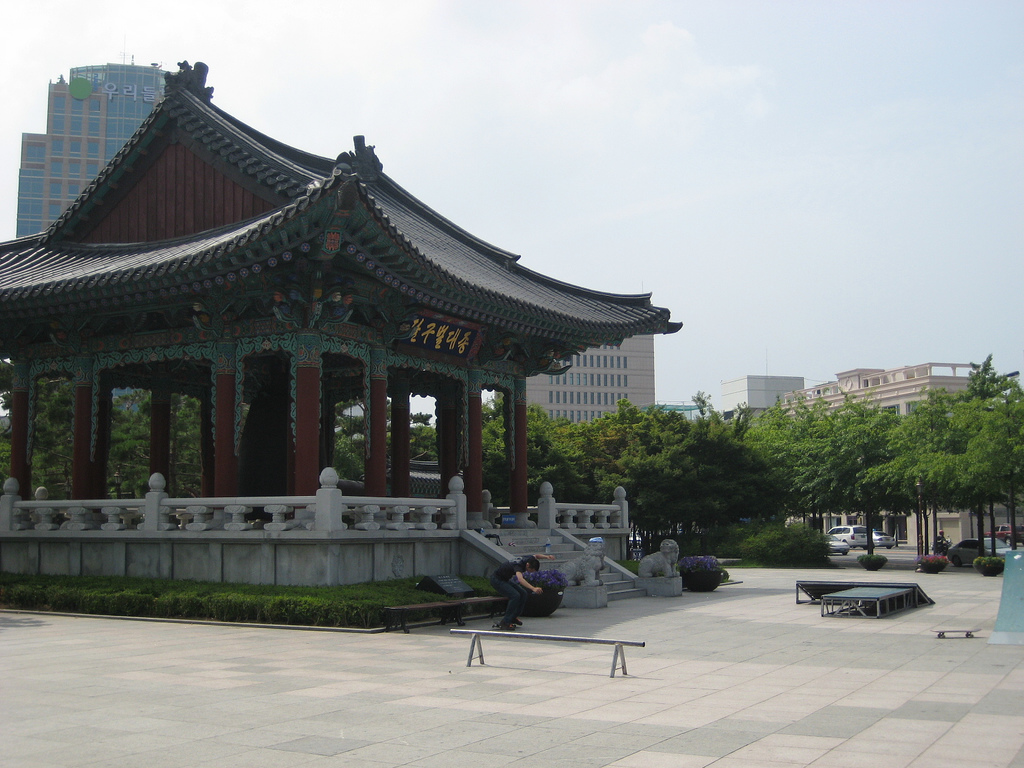
Dalgubeol-daejong, một chuông của thành phố tại Công viên Gukchae Bosang

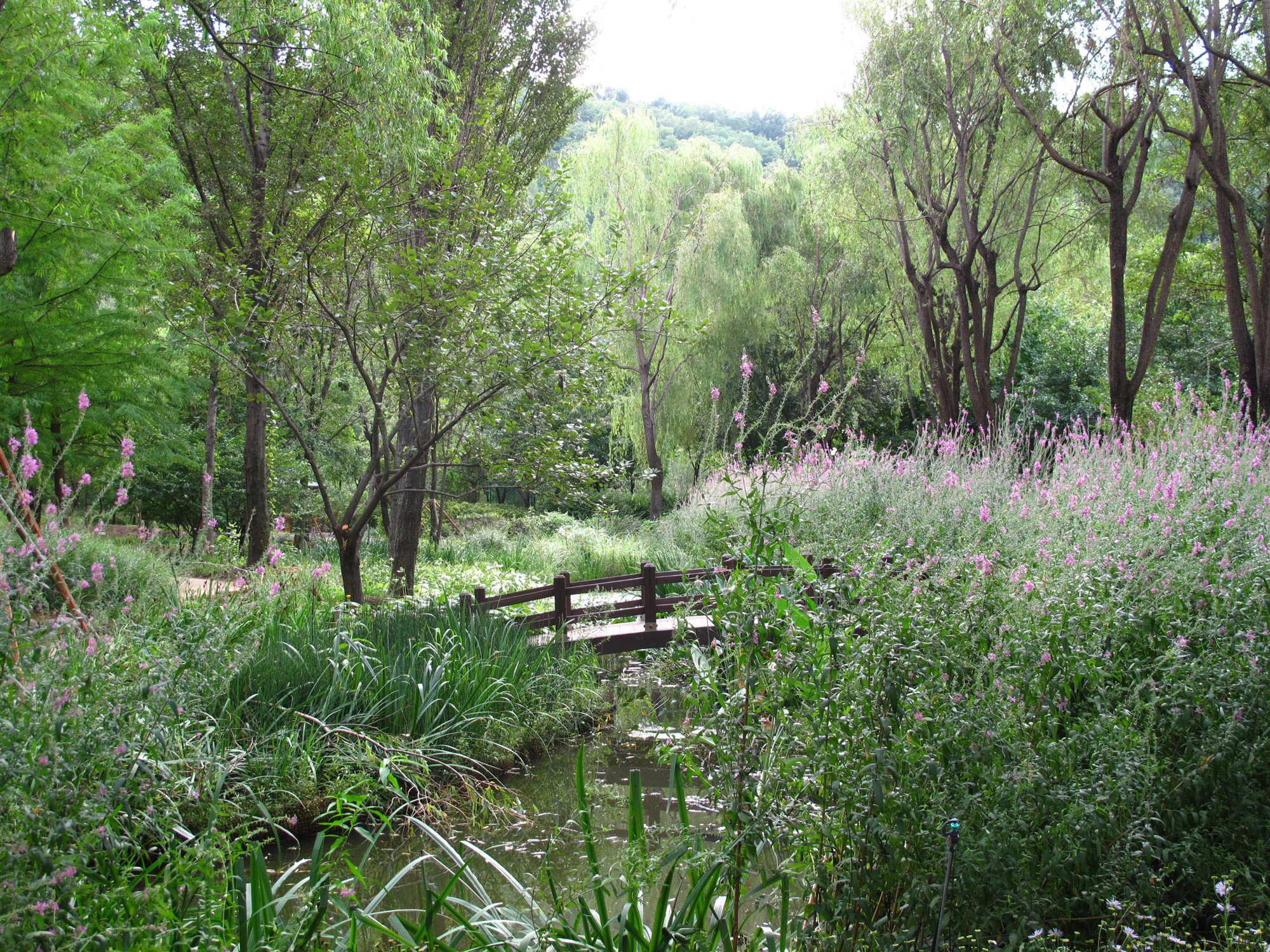
Cầu vườn bách thảo Daegu

Mt. Palgong, Mt. Biseul và Mt. Ap là những ngọn núi đại diện ở Daegu. Apsan, chỉ ở phần phía nam của thành phố, là ngọn núi gần nhất từ khu vực đô thị trong số đó. Nó có nhiều con đường mòn, đền thờ Phật giáo, bảo tàng Chiến tranh Triều Tiên và đi thuyền gondola lên đến đỉnh. Ngoài ra, Waryongsan, Hamjisan và Yongjibong nằm trong thành phố. Chúng phục vụ như công viên khu phố cho người dân. Mt. Palgong có cáp treo lên đỉnh. Ngoài ra còn có những con đường mòn đi bộ theo hướng của Đền Donghwasa và Thung lũng Sutaegol.
Trong khu vực đô thị, một số ngọn núi nhỏ và đồi có vai trò tương tự. Công viên Dalseong, nằm bên trong một pháo đài trái đất 1.500 năm tuổi, là một địa điểm lịch sử của thành phố. Nó chứa sở thú duy nhất của thành phố và một số di tích cũng như bức tường. Công viên Duryu hay Duryusan là một khu rừng rộng lớn ở giữa khu đô thị. Nó có Tháp Daegu, Woobang Land, Kolon Bandstand, Sân vận động Duryu và nhiều cơ sở thể thao. Tháp Daegu, còn được gọi là Tháp Woobang hoặc Tháp Duryu, là cấu trúc đương đại cao nhất (202 m) và là biểu tượng của thành phố. Đài quan sát của nó ra lệnh quan điểm tốt của môi trường xung quanh. Woobang Land là công viên giải trí lớn nhất ngoài khu vực thủ đô. Nhiều khu vườn nhỏ nằm ở trung tâm thành phố, như Công viên tưởng niệm phong trào trả nợ quốc gia (Công viên Gukchae Bosang) và Công viên 2 · 28. Công viên cũ bao gồm Dalgubeol-daejong (달구벌 대종, 達 句 伐 大), có nghĩa là chuông lớn Dalgubeol. Chuông được đánh mỗi tuần và năm. Ngoài ra còn có một khu vườn thực vật với nhiều loại cây và hoa.

### Khu trung tâm và mua sắm
Dongseongno (동성로, 路) là trung tâm thành phố Daegu nằm từ ga Daegu đến Jung-ang pachulso (đồn cảnh sát trung tâm) gần ga tàu điện ngầm Banwoldang ở trung tâm thành phố Jung-gu. Nó có ga tàu điện ngầm Jung-angno là ga gần nhất từ trái tim của nó. Giống như tên của nó có nghĩa là đường phố ở pháo đài phía đông, phần phía đông của Daegu-eupseong (읍성, 大邱 邑 城, có nghĩa là Pháo đài Daegu - Công quốc) nằm dọc theo con đường này. Tuy nhiên, pháo đài đã bị phá hủy vào đầu thế kỷ 20. Mặc dù Daegu là thành phố lớn thứ ba hoặc thứ tư của quốc gia, khu vực Dongseongno tạo thành khu vực trung tâm thành phố lớn nhất và rộng nhất trong cả nước, ngoại trừ thành phố thủ đô Seoul. Trong hầu hết các trường hợp, các thương hiệu nổi tiếng mở cửa hàng chi nhánh của họ đầu tiên ở đây ra khỏi khu vực Greater Seoul.
Các trung tâm thành phố trong thành phố có sức mạnh và màu sắc thương mại riêng. Khu vực xung quanh ga tàu điện ngầm Khu công nghiệp Seongseo ở Dalseo-gu là nơi tập trung của nhiều điểm vui chơi, và những người trẻ có thể dễ dàng nhìn thấy xung quanh Đại học Quốc gia Kyungpook ở Buk-gu. Deuran-gil (có nghĩa là đường phố bên trong cánh đồng) ở Suseong-gu được biết đến với nhiều nhà hàng.

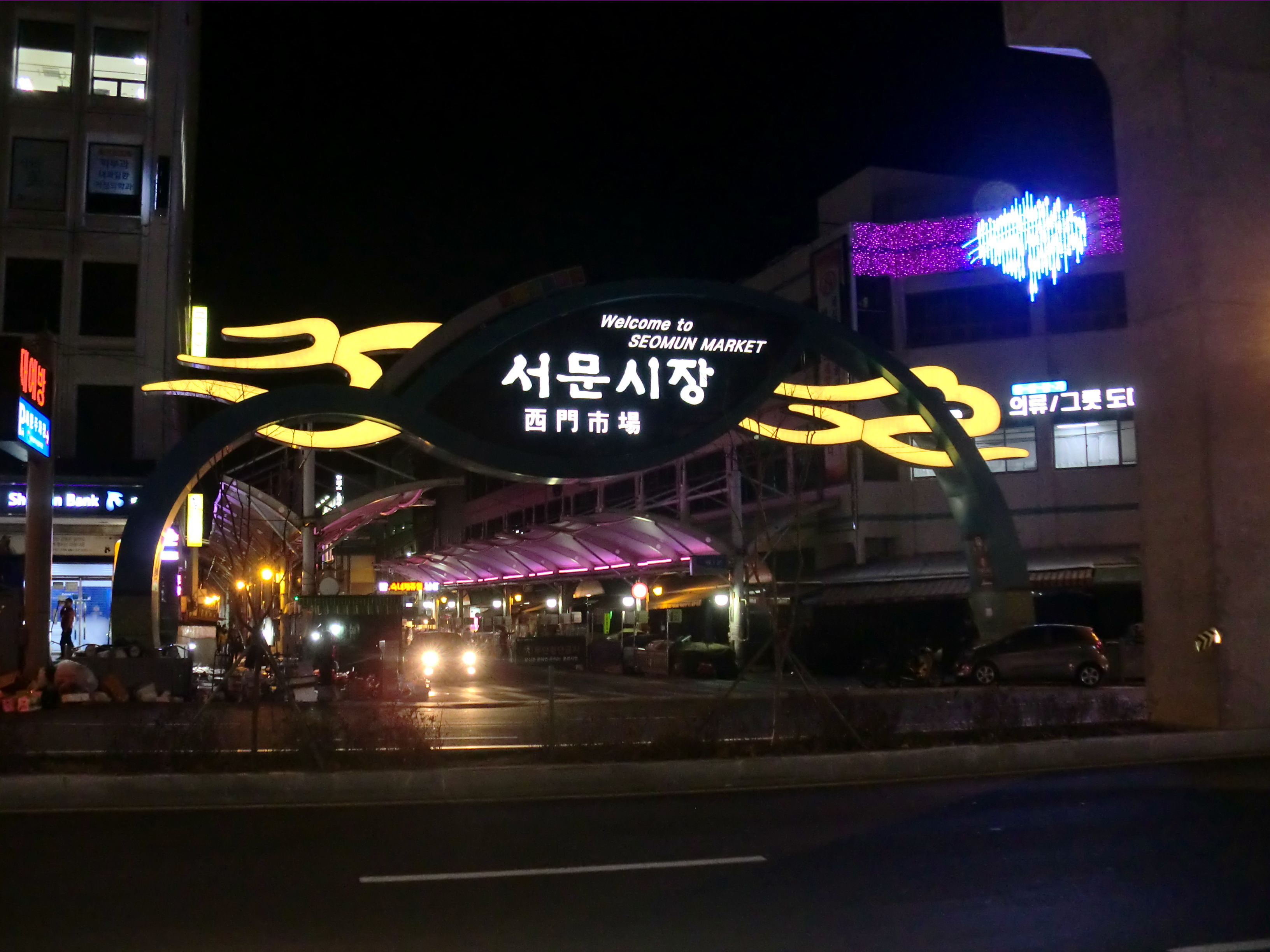
Chợ Seomun

Thành phố có một số cửa hàng bách hóa. Nhiều trong số này thuộc các chuỗi quốc gia hoặc đa quốc gia, nhưng Cửa hàng bách hóa Daegu địa phương cũng điều hành hai chi nhánh, trong khi một chuỗi địa phương khác, Cửa hàng bách hóa Donga hoạt động bốn trong thành phố. Sáu cửa hàng bách hóa trong số họ tập trung tại trung tâm thành phố. Các chợ truyền thống như chợ Seomun và chợ Chilseong bán đủ loại hàng hóa.

### Bảo tàng
- Bảo tàng nghệ thuật Daegu

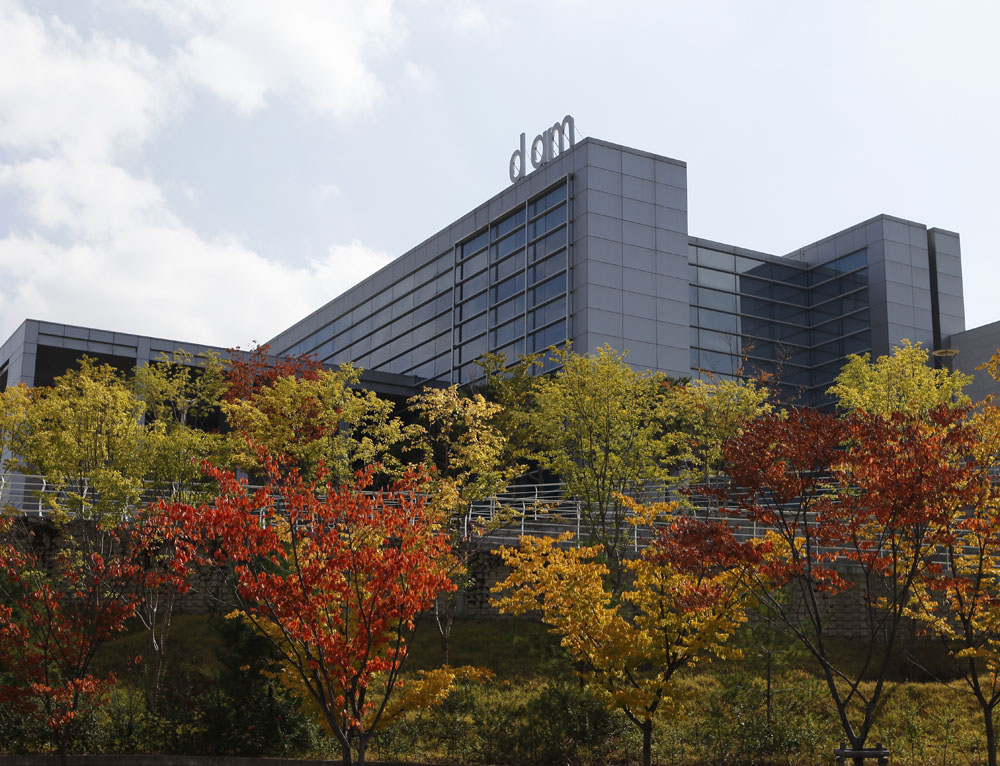
Bảo tàng nghệ thuật Daegu

- Bảo tàng quốc gia Daegu - Một bảo tàng quốc gia đáng chú ý thu thập các di tích được khai quật trong và xung quanh Daegu
- Bảo tàng Daegu Bangjja Yugi (Đồ đồng Hàn Quốc)
- Bảo tàng Hengso của Đại học Keimyung
- Bảo tàng Video Hàn Quốc
- Bảo tàng Đại học Quốc gia Kyungpook
- Bảo tàng Đại học Sư phạm Quốc gia Daegu
- Bảo tàng nghệ thuật nhuộm tự nhiên

### Rạp hát
- Nhà hát Opera Daegu - Nhà hát đầu tiên ở Hàn Quốc chỉ để biểu diễn opera
- Trung tâm nghệ thuật Keimyung - Một trong những nhà hát có quy mô lớn nhất trong thành phố.
- Trung tâm văn hóa nghệ thuật Daegu

### Thể thao
Vào ngày 27 tháng 3 năm 2007, thành phố đã được chọn để tổ chức Giải vô địch điền kinh thế giới năm 2011. Daegu đã cạnh tranh với các thành phố như Moskva, Nga và Brisbane, Úc để giành được phiếu bầu của Hội đồng IAAF. Sự kiện này là Giải vô địch thế giới IAAF lần thứ tư về điền kinh được tổ chức bên ngoài châu Âu và là giải đấu đầu tiên ở lục địa châu Á. Đây cũng là sự kiện thể thao thứ ba trên toàn thế giới được tổ chức tại Hàn Quốc sau Thế vận hội Mùa hè 1988 tại Seoul và FIFA World Cup 2002 tại Hàn Quốc và Nhật Bản. Daegu cũng đã tổ chức ba trận đấu tại FIFA World Cup 2002 và Đại hội đại học Mùa hè 2003. Thành phố này tổ chức Hội nghị Tiền vô địch đầy màu sắc ở Daegu hàng năm kể từ năm 2005.
Sân vận động Daegu là khu liên hợp thể thao lớn thứ hai ở Hàn Quốc với sức chứa 66.422 chỗ ngồi. Sân vận động Daegu Civic đã tổ chức một số trận đấu môn bóng đá tại Thế vận hội Mùa hè 1988.

#### Các đội thể thao
| Câu lạc bộ    | Môn thể thao | Giải đấu   | Sân nhà                  | Năm thành lập |
| ------------- | ------------ | ---------- | ------------------------ | ------------- |
| Samsung Lions | Bóng chày    | KBO League | Daegu Samsung Lions Park | 1982          |
| Daegu FC      | Bóng đá      | K League 1 | DGB Daegu Bank Park      | 2003          |

### Phương tiện truyền thông
Có ba đài truyền hình mặt đất trong thành phố: Đài phát thanh KBS Daegu, MBC Daegu và TBC. Đây là những công ty trực thuộc của các đài truyền hình trung tâm ở Seoul giống như các công ty truyền hình địa phương khác ở Hàn Quốc. TBC (Công ty phát thanh truyền hình Taegu) phụ thuộc vào SBS. Chúng na71m toàn bộ để Gyeongsangbuk-do ra khỏi thành phố. Mỗi công ty phát sóng truyền hình đều có đài phát thanh riêng.

## Giao thông

### Đường sắt

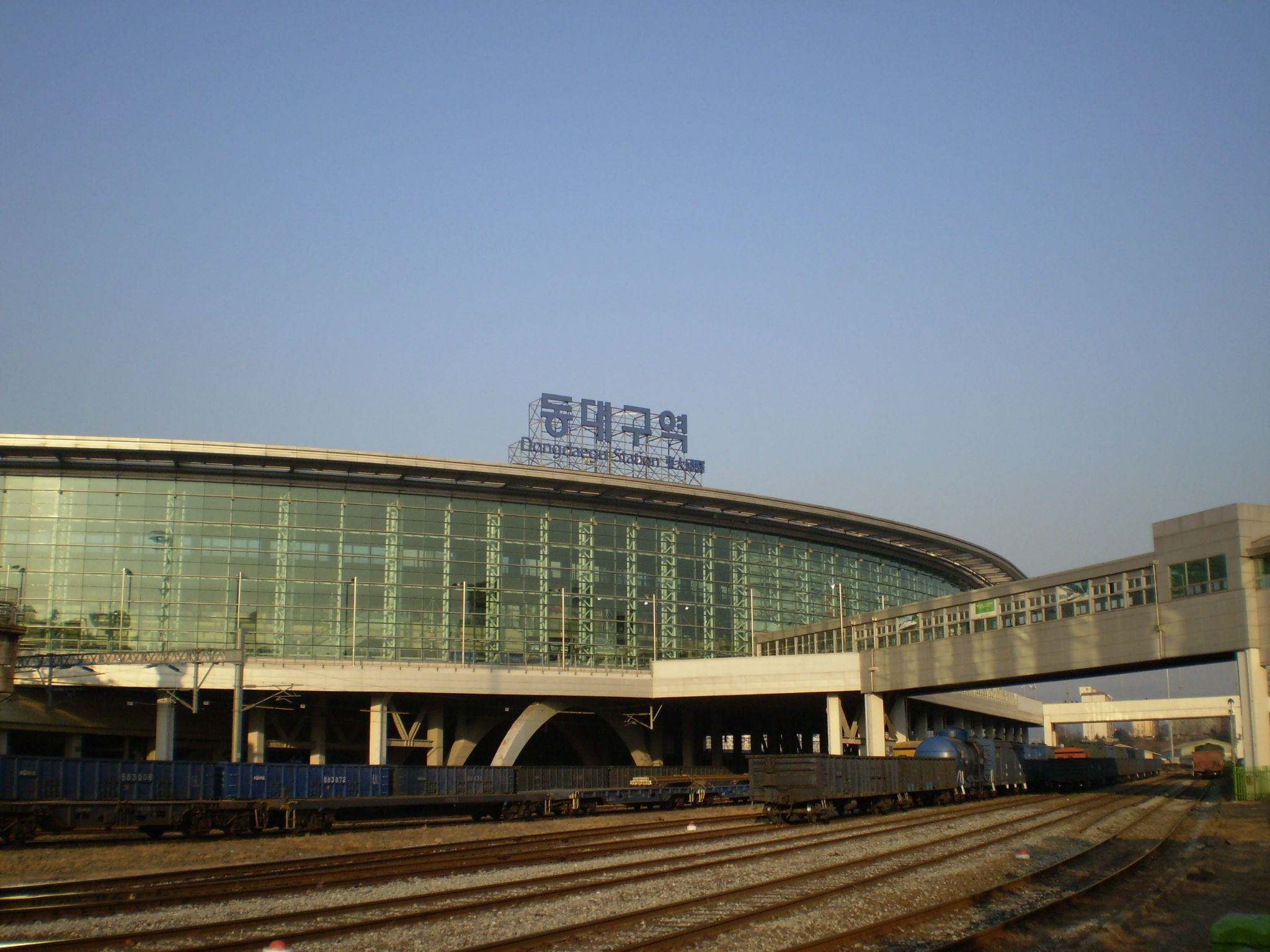
Ga Dongdaegu

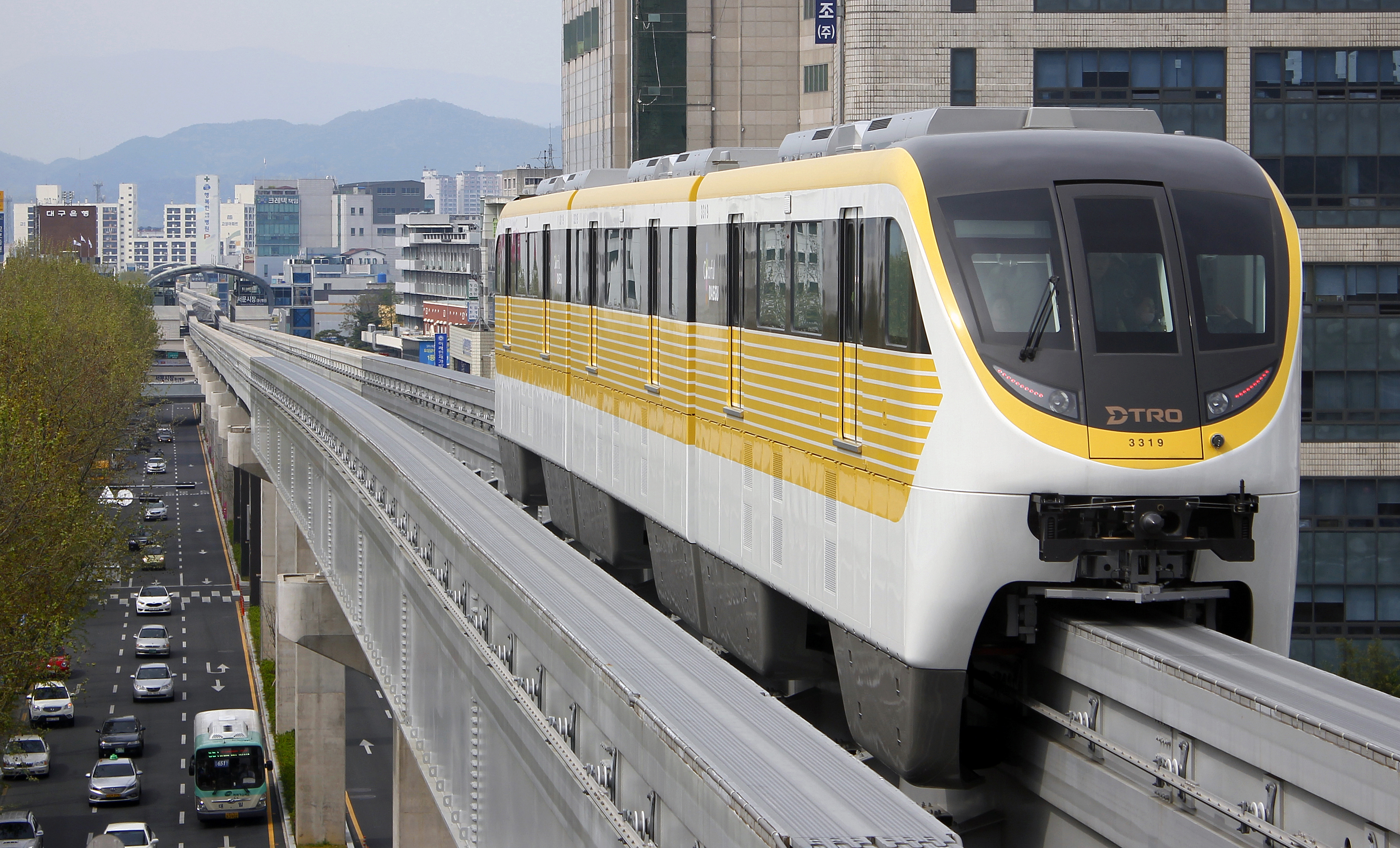
Tàu điện ngầm Daegu tuyến 3.

Daegu là trung tâm của giao thông đường sắt nội địa Hàn Quốc. Tuyến đường sắt chính của đất nước, Tuyến Gyeongbu đi qua thành phố. Nhà ga đường sắt lớn nhất trong thành phố, Ga Dongdaegu có lưu lượng hành khách lớn thứ hai ở Hàn Quốc sau Ga Seoul và lưu lượng tàu lớn nhất. Nhà ga đã mở cửa trở lại vào năm 2004 sau khi cải tạo mở rộng phục vụ các chuyến tàu tốc độ cao KTX, các chuyến tàu Saemaul và Mugunghwa. Tất cả các loại tàu trừ KTX khởi hành từ ga Daegu, một tòa nhà hoàn toàn mới với rạp chiếu phim, nhà hàng và cửa hàng bách hóa, nằm gần trung tâm thành phố. Nó có lưu lượng hành khách lớn thứ mười tại Hàn Quốc. Tuyến đường nhánh rẽ từ ga Gacheon của tuyến Gyeongbu.

### Tàu điện ngầm

Bản đồ Metro của Daegu. Dòng màu đỏ là dòng 1 và màu xanh lá cây là dòng 2.

Thành phố cũng có một hệ thống tàu điện ngầm, bao gồm hai tuyến đường sắt nặng. Tuyến 1 đi qua thành phố từ đông bắc sang tây nam, trong khi tuyến 2 đi từ tây sang đông. Dòng 3 từ tây bắc đến đông nam là một đường ray cao. Tất cả các tuyến đang và sẽ được vận hành bởi Tổng công ty Vận tải đô thị Daegu (DTRO). Một tuyến khác sẽ hoạt động trong một vài năm nữa là một hệ thống đường sắt hạng nặng sử dụng đoạn Gumi trong giai đoạn Gyeongsan Gyeong Gyeong của Tuyến Gyeongbu. Dòng 4 là một kế hoạch tầm xa và sẽ là một đường tròn. Giá vé là 1400 won và 1250 won với thẻ trả trước. Có một chương trình trao đổi miễn phí giữa tàu điện ngầm và xe buýt trong vòng một giờ kể từ lần sử dụng đầu tiên cho người dùng thẻ trả trước.

### Đường bộ
Có hai loại xe buýt là địa phương và hạn chế. Xe buýt nhanh giới hạn có nhiều chỗ ngồi hơn, nhưng thường hành khách phải đứng. Tính đến năm 2017, giá vé xe buýt địa phương khoảng 1.400 won, giá vé xe buýt tốc hành có giới hạn trở lại khoảng 1.800 won. Giảm giá vé có sẵn với một thẻ trả trước.
Số tuyến xe buýt được tạo thành với 3 chữ số, mỗi số cho biết khu vực xe buýt phục vụ. Ví dụ: xe buýt số 407 chạy từ khu vực bốn, đến khu vực số 0 và sau đó đến khu vực bảy. Các tuyến khác, thường là thông tư, được đặt tên theo các quận mà xe phục vụ và được đánh số từ 1 đến 3.
Lưu lượng xe cộ đôi khi rất lớn, tuy nhiên, các tuyến đường chính xử lý lưu lượng giao thông khá cao mà không gặp quá nhiều khó khăn.

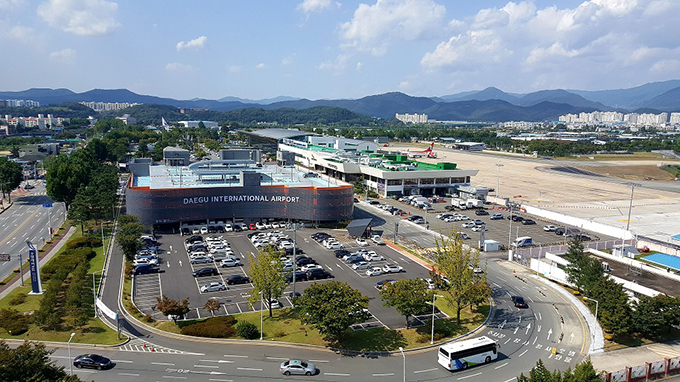
Sân bay quốc tế Daegu

### Đường hàng không
Daegu được phục vụ bởi sân bay quốc tế Daegu nằm ở phía đông bắc Daegu. Các điểm đến quốc tế bao gồm Nhật Bản, Trung Quốc, Đông Nam Á và Vladivostok (Nga).

## Người nổi tiếng
Chính trị gia
- Hai cựu Tổng thống Roh Tae-woo và Park Geun-hye
- Đệ nhất phu nhân Kim Ok-sook

Nhà tư bản công nghiệp, doanh nhân
- Nhà sáng lập tập đoàn Daewoo Kim Woo Joong
- Tỷ phú, nhà phát minh người Nhật gốc Hàn, chủ tịch và nhà sáng lập tập đoàn SoftBank Nhật Bản Son Masayoshi

Nhà tôn giáo
- Stephen Kim Sou-hwan

Diễn viên
- Nữ diễn viên Son Ye-jin
- Nữ diễn viên Song Hye-kyo
- Nữ diễn viên Moon Chae-won
- Nữ diễn viên Kim Hee-sun
- Nam diễn viên Seo Ji-hoon
- Nam diễn viên Yoo Ah-in
- Nam diễn viên Kim Min-jae
- Nam diễn viên Sung Hoon

Vận động viên
- Cầu thủ bóng đá Park Chu-young

Ca sĩ
- Thành viên Irene của nhóm Red Velvet
- Thành viên Key của nhóm SHINee
- Thành viên Suga, V của nhóm BTS
- Thành viên Dae Guk Nam Ah Mika, Karam
- Trưởng nhóm S.Coups của nhóm Seventeen
- Trưởng nhóm Park Sojin của nhóm Girl's Day
- Thành viên Bona của nhóm Cosmic Girls
- Cựu thành viên Kahi của nhóm After School
- Thành viên Uee của nhóm After School
- Thành viên Jun. K của nhóm 2PM
- Thành viên Nancy của nhóm Momoland
- Thành viên Donghan của nhóm JBJ
- Ca sĩ Jang Da-hye (Heize)
- Joohoney của nhóm Monsta X
- Thành viên Choi Beom-gyu của nhóm TXT

Đạo diễn
- Lee Chang-dong

## Thành phố kết nghĩa
- Almaty, Kazakhstan
- Atlanta, Hoa Kỳ
- Hiroshima, Nhật Bản
- Milan, Italia
- Minas Gerais, Brasil
- Thanh Đảo, Trung Quốc
- Sankt-Peterburg, Nga
- Thẩm Dương, Trung Quốc
- Plovdiv, Bulgaria
- Đà Nẵng, Việt Nam